# 石狩市議会
石狩市議会（いしかりしぎかい）は、北海道石狩市に設置されている地方議会である。

## 概要
- 定数：20人
- 任期：2023年5月20日 - 2027年5月19日
- 選挙区：市全体を1選挙区とする大選挙区制（単記非移譲式）
- 議長：花田和彦（無所属）
- 副議長：片平一義（改革市民会議）

## 会派
| 会派名       | 議席数 | 議員名（◎は代表）                                                                 |
| ------------ | ------ | --------------------------------------------------------------------------------- |
| 石政会       | 8      | ◎伊藤一治、日下部勝義、鈴木圭一、高田静夫、加藤泰博、山田敏人、青山祐司、山本健司 |
| 公明党       | 3      | ◎阿部裕美子、遠藤典子、山本由美子                                                 |
| 日本共産党   | 3      | ◎松本喜久枝、蜂谷高海、山崎祥子                                                   |
| 改革市民会議 | 3      | ◎片平一義、上村賢、金谷聡                                                         |
| 無所属       | 2      | 花田和彦、神代知花子                                                              |
| 計（欠員1）  | 19     |                                                                                   |

（2023年9月13日現在）

## 議員報酬等
| 役職   | 議員報酬        | 政務活動費  |
| ------ | --------------- | ----------- |
| 議長   | 月額 45万0000円 | 年額 20万円 |
| 副議長 | 月額 40万0000円 | 年額 20万円 |
| 議員   | 月額 37万0000円 | 年額 20万円 |

- 別途、年2回期末手当あり
- 政務活動費の残金は市に返還する義務がある
- 議員年金は2011年（平成23年）6月1日で廃止されている

## 沿革
2015年
- 5月17日 - 石狩市議会議員選挙執行。定数は22。投票率は47.55％。
- 6月30日 - 大平修二が覚せい剤取締法違反（使用）の容疑で逮捕された。大平は自民党道連の青年局長を務めており、日本商工会議所の青年部連合会副会長も務めていた。
- 7月2日 - 大平は辞職願を提出し、受理された[4]。

2019年
- 5月19日 - 石狩市議会議員選挙執行。定数は20。投票率は50.37％。

2022年
- 7月1日 - 大野幹恭が代表取締役を務めるライヴエナジー株式会社（札幌市北区）は障害児を放課後などに預かる施設を運営していたが、給付260万円余りを不正に受け取っていたとして、札幌市から通所支援事業者としての指定を取り消された。同市はライヴエナジーに対し、不正に受け取った給付金の返還を求めた[5][6]。

2023年
- 2月23日 - 佐藤俊浩は北海道新聞の女性記者を含む複数人と市内の飲食店で会食。会食後、女性記者と2人でタクシーに乗った際、記者に同意なしにキスをした[7]。
- 3月 - 北海道新聞社は社内外の調査を踏まえ、佐藤に文書で抗議した。佐藤は同社を訪れ、事実関係を認めて謝罪した[7]。
- 5月14日 - 石狩市議会議員選挙執行。定数20に対し24人が立候補し、佐藤は3番目の得票数で当選した。山田敏人が584票で20番目の当選者にすべりこみ、大野幹恭は583票で次点で落選した[8]。
- 9月11日 - この日までに札幌北署は佐藤を強制わいせつの疑いで書類送検した[7]。
- 9月13日 - 佐藤は辞職した[9]。